# 진천 산수리와 삼용리 요지
진천 산수리와 삼용리 요지(鎭川 山水里와 三龍里 窯址)는 충청북도 진천군 덕산면 산수리에 있는 가마터이다.
《진천 산수리 요지》는 1988년 2월 27일 사적 제325호 진천산수리백제요지로 지정되었고, 《진천 삼용리 요지》는 1991년 2월 26일 사적 제344호 진천삼용리백제토기요지로 지정되었다가, 2011년 7월 28일에 사적 제511호 《진천 산수리와 삼용리 요지》로 통합 지정되었다.

## 진천 산수리 요지
진천 산수리 요지는 대한민국에서 발굴조사된 토기 가마터 중 가장 오래된 것일 뿐만 아니라 가마의 구조가 독특하고 잔존상태가 양호하여 대한민국 원삼국시대 이래 삼국시대 토기 가마 구조나 토기의 발달과정, 한중일 토기 가마 비교 연구 등에 중요한 유적으로 평가됨으로써 이를 사적으로 지정·보존해 오고 있다.

## 진천 삼용리 요지
진천 삼용리 요지는 1986∼1990년까지 4차에 걸친 발굴조사결과 우리나라 원삼국시대에 타봉문(打捧紋) 토기를 생산하였던 대형오지군으로서 확인된 중요한 유적으로 평가되고 있다.

### 현지 안내문
금강의 지류인 미호천을 끼고 전개되는 진천지역의 구릉지대에는 삼국시대 초기 토기의 제작과 성립과정을 알려주는 가마터들이 널리 분포되어 있다.
이 가마터는 1987년부터 4차례에 걸쳐 발굴조사가 실시되었다. 
조사된 가마터는 길이 2.4m에 불과한 소형부터 7.9m에 이르는 대형까지 다양한 규모를 보여주고 있으며, 구조는 모두 바닥과 벽을 바닥에 설치하고 천장은 지상에 나온 반지하식의 오름가마이다.
이 곳 삼룡리 가마들은 기원 전후 무렵부터 사용되기 시작하여 삼국시대 토기의 토대가 된 두드림무늬토기를 구웠던 곳이다. 이들 가마의 가장 큰 특징은 아궁이의 바로 밑에 불을 때는 연소실의 구조로 중국 전국시대 토기가마에서 유래되었음을 보여주며, 우리나라 삼국시대 초기의 두드림무늬토기 성립을 확인할 수 있는 중요한 유적이다.

## 참고 자료
- 진천 산수리와 삼용리 요지 - 국가유산청 국가유산포털